# Zermeghedo
Zermeghedo är en ort och kommun i provinsen Vicenza i regionen Veneto i Italien. Kommunen hade 1 381 invånare (2018).